# نیوکسل (یوتا)
نیوکسل (به انگلیسی: Newcastle) یک منطقهٔ مسکونی در ایالات متحده آمریکا است که در شهرستان آیرون، یوتا واقع شده‌است. نیوکسل ۱۰٫۳ کیلومتر مربع مساحت و ۲۴۷ نفر جمعیت دارد و ۱٬۶۰۸٫۱۴ متر بالاتر از سطح دریا واقع شده‌است.